# Munna avatshensis
Munna avatshensis är en kräftdjursart som beskrevs av Gurjanova 1936. Munna avatshensis ingår i släktet Munna och familjen Munnidae. Inga underarter finns listade i Catalogue of Life.